# Modest Sabaté i Puig
Modest Sabaté i Puig   (Cassà de la Selva, 1909 - el Voló, 1986) fou un polític i industrial català.

## Biografia
Es llicencià en lletres per la Universitat de Barcelona i fou redactor polític i comentarista de teatre de La Veu de Catalunya des del 1928 fins al 1936. En esclatar la guerra civil espanyola s'exilià al Rosselló, on regentà negocis, i va intentar reconstituir a l'exili la Lliga Catalana el 1945-46.
El 1976 fou un dels fundadors amb Octavi Saltor i Salvador Millet i Bel de la Lliga Liberal Catalana. La seva tasca com a promotor del català a la Catalunya del Nord fa que doni nom a un premi literari de Perpinyà.

## Obres
- La nit del 6 d'Octubre a Barcelona (1935) amb Joan Costa i Deu
- La veritat del 6 d'Octubre (1936).
- Un pas enllà (1935)
- Un club per a senyores soles (1962)
- 9 contes catalans (1960)
- Història de la Lliga (1969)